# Monte Mars
El Monte Mars (2600 m) es una cima de los Alpes italianos. Es la montaña más alta de los Alpes Bielleses.

## Geografía

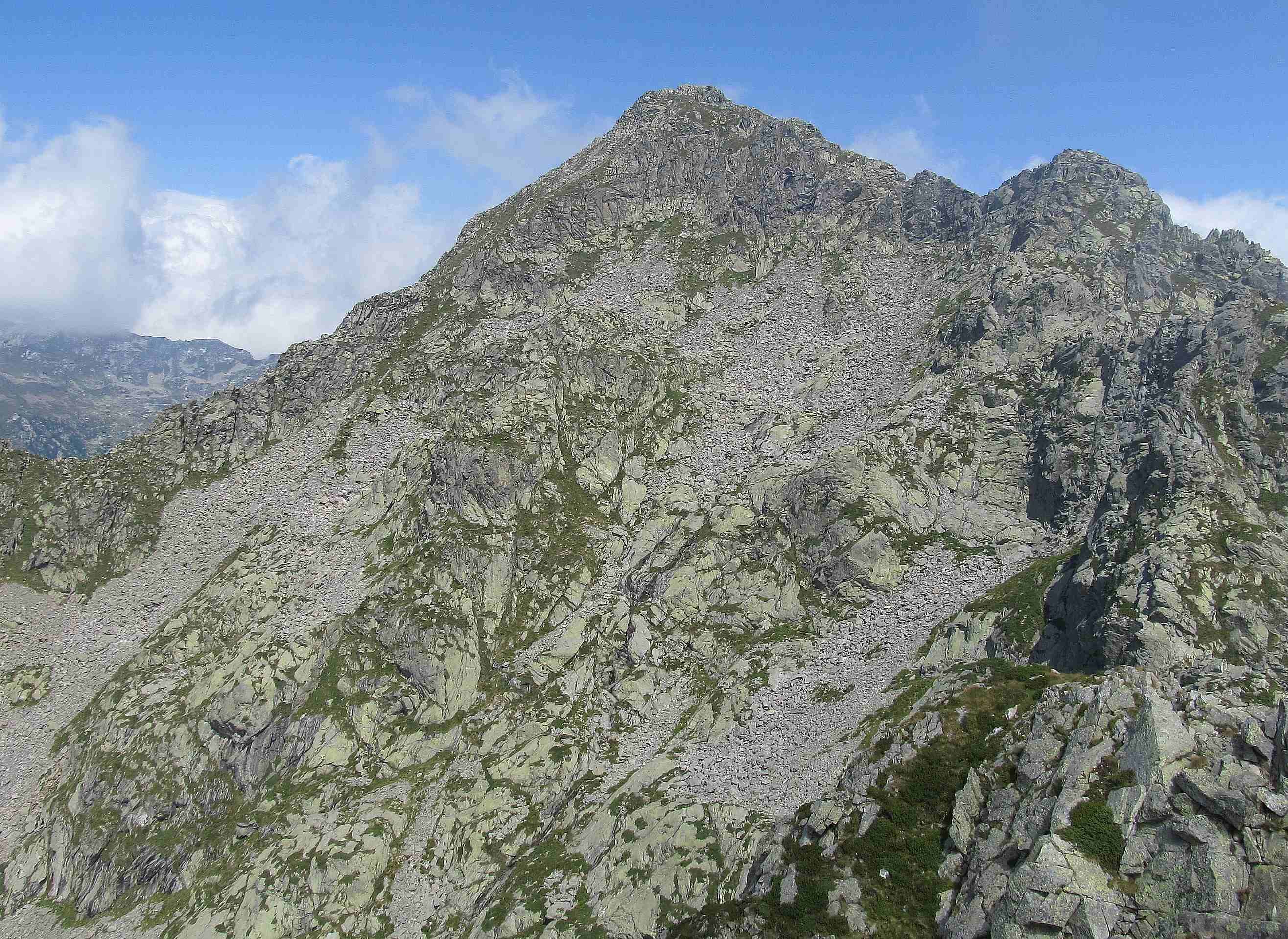
El Mars en verano.

La montaña se encuentra a lo largo de la divisoria de aguas entre el Valle de Aosta y el Valle del Elvo, cerca de la ciudad de Biella.
Según la clasificación SOIUSA, el Mars pertenece:
- Gran parte: Alpes occidentales
- Gran sector: Alpes del noroeste
- Sección: Alpes Peninos
- Subsección: Alpes Bielleses y Cusianos
- Supergrupo: Alpes Bielleses
- Grupo: Cadena Tre Vescovi - Mars
- Subgrupo:
- Código:I/B-9.IV-A.1

## Protección de la naturaleza
Desde 1993 la parte occidental del Mars está protegida como Reserva natural (nombre: Riserva naturale Mont Mars/Réserve naturelle du Mont Mars).